# Adam Natanson

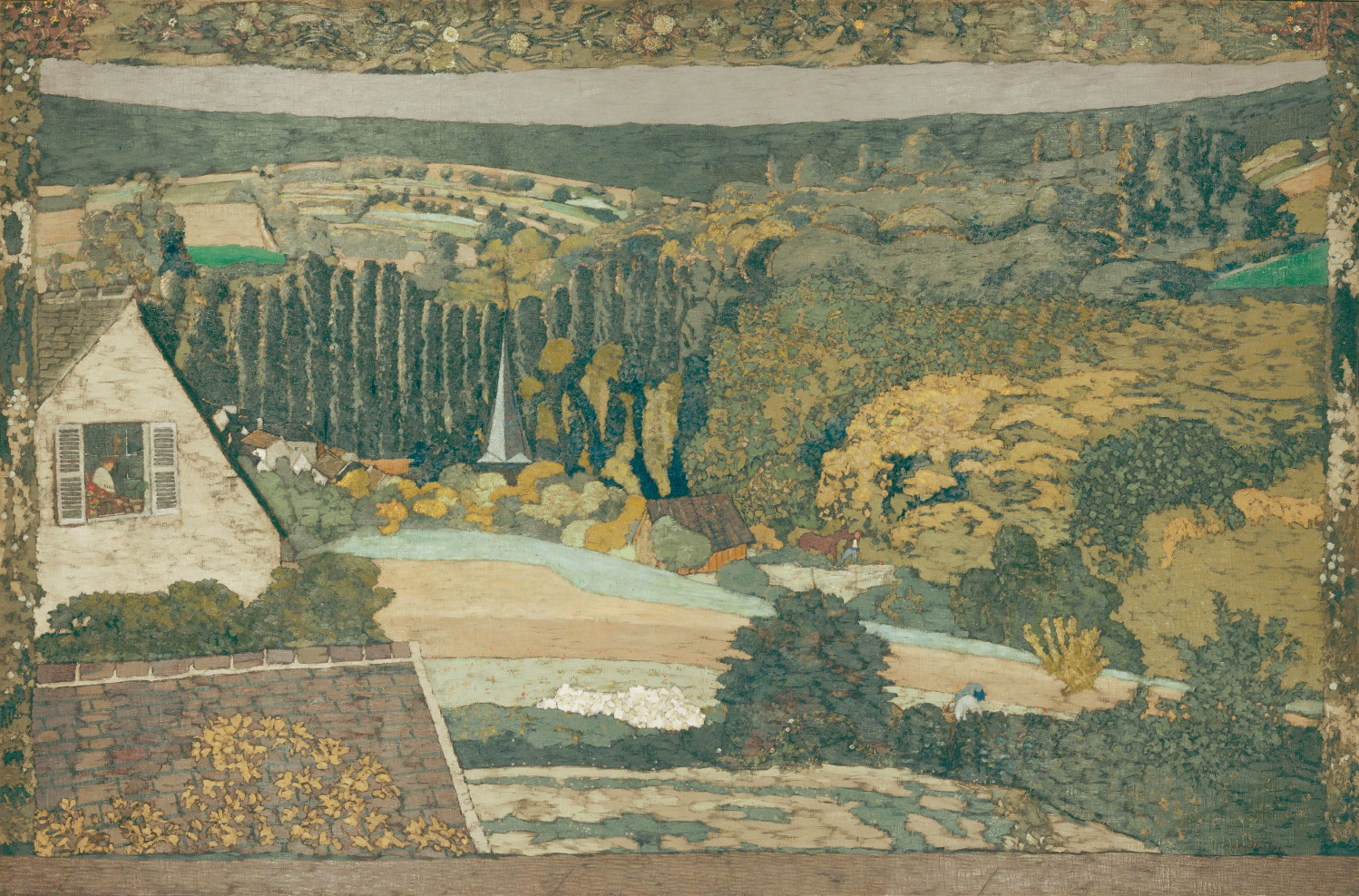
Pejzaż Edwarda Vuillarda, namalowany na zamówienie Adama Natansona

Adam Natanson (ur. 1829 w Warszawie, zm. 1908 w Paryżu) – polski bankier i kolekcjoner dzieł sztuki.

## Życiorys
Był jednym z siedmiu synów bankiera Samuela Natansona. Przybył z Warszawy do Paryża w roku 1871 z żoną Anną i dwoma synami: Aleksandrem i Tadeuszem oraz bratem Szymonem. W Paryżu urodzili się synowie: Leon i Ludwik-Alfred. Zapisał synów do Lycée Condorcet, gdzie spotkali przyszłych malarzy Edwarda Vuillarda, Maurice Denisa, pisarza Marcela Prousta i historyka Daniela Halévy’ego.
Adam Natanson korzystając z dochodów z banku, zajął się kolekcjonowaniem dzieł młodych malarzy paryskich. Wspierał Edwarda Vuillarda. Trzej synowie: Aleksander, Tadeusz i Ludwik-Alfred założyli i wydawali czasopismo La Revue blanche. Ludwik-Alfred ponadto napisał pod pseudonimem „Alfred Athis” wiele francuskich utworów scenicznych. Tadeusz ożenił się z córką Cypriana Godebskiego, Misią, lecz małżeństwo to nie przetrwało próby czasu.
Adam Natanson stał się protoplastą francuskiej gałęzi rodu Natansonów.